# Hans Salzmann
Hans Salzmann (* 13. Februar 1900 in Frankfurt (Oder); † 24. April 1973 in Oberweimar) war ein deutscher Landschaftsmaler, Lithograph und Illustrator der Weimarer Malerschule.

## Leben und Werk
Salzmann absolvierte von 1914 bis 1918 in Frankfurt/Oder eine Lithografenlehre. Von 1921 bis 1927 studierte er bei Karl Alexander Brendel und Alexander Olbricht an der Staatlichen Hochschule für Bildende Kunst Weimar. 1927 war er dort Meisterschüler bei Hugo Gugg. Er blieb in dieser Zeit in Kontakt zu den kulturellen Kreisen Frankfurts. So veröffentlichte er 1924, u. a. neben Karl Michel, in den Blättern der Literarischen Gesellschaft Frankfurt-Oder Holzschnitte mit Winter- und Weihnachtsmotiven.
Nach dem Studium arbeitete Salzmann als freischaffender Künstler in Weimar. Er war mit seinen Landschaftsbildern ein typischer Vertreter der pleinairistisch-realistischen Weimarer Malerschule. In der Zeit des Nationalsozialismus war er Mitglied der Reichskammer der bildenden Künste und u. a. 1937 und 1938 an der Großen Deutschen Kunstausstellung in München mit drei Tafelbildern beteiligt, die dem Kunstkanon der NS-Zeit entsprachen.
Salzmann nahm als Soldat der Wehrmacht am Zweiten Weltkrieg teil. Nach der Kriegsgefangenschaft arbeitete er wieder in Weimar als freischaffender Künstler. Neben der freien künstlerischen Tätigkeit übernahm er auch Aufträge für naturwissenschaftliche Buchillustrationen. 
Er war Mitglied der von Horst Hausotte geleiteten Weimarer Genossenschaft Bildender Künstler Lucas Cranach, der größten unabhängigen Künstlergenossenschaft der DDR, wurde aber offenbar nicht in den Verband Bildender Künstler der DDR aufgenommen. 
Salzmanns Grab befindet sich auf dem Hauptfriedhof in Weimar.

## Werkbeispiele

### Tafelbilder
- Schloss Tiefurt bei Weimar (Öl, 56 × 45,5 cm, 1930)[3]
- Märkischer Wald (Öl, ca. 44,5 × 58,5 cm, wohl 1932)[4]
- Ansicht Ettersburg im Vorfrühling (Öl, 35 × 50 cm, 1932)[5]
- Thüringer Landschaft (Öl; 1938 auf der Großen Deutschen Kunstausstellung von Fritz Sauckel erworben)[6]
- Blick ins Odertal (Öl; 1938 auf der Großen Deutschen Kunstausstellung vom Luftgaukommando IV in Münster erworben)[7]
- Vorfrühling an der Ilm bei der Mühle in Oberweimar (Öl, 74 × 60 cm, 1949)[8]

### Druckgrafik
- Erntefeld (kolorierte Lithografie, 1952)[9][Anm 1]

### Buchillustrationen
- Gerhard Friedrich: Taschenbuch der Feld- und Gartenfrüchte (mit 60 Farb- und 32 Schwarzweißtafeln). Urania-Verlag, Leipzig/Jena, 1960
- Friedrich Dörfler und Gerhard Roselt: Unsere Heilpflanzen (mit 152 Tafeln). Urania-Verlag, Leipzig/Jena, 1962

## Weitere Ausstellungen (unvollständig)
- 1940: Weimar, Thüringer Ausstellungsverein bildender Künstler (mit Helene Hausser-Weißbach)
- 1948: Weimar, Schloss („Künstler schaffen. 1945–1948“)

## Weblink
- SALZMANN Hans (1900-1973) maler, preise, Angebote, Auktionen, Bilder, Fotos. In: arcadja.com.